# النا آبراتسووا
النا آبراتسووا (روسی: Елена Васильевна Образцова؛ ۷ ژوئیه ۱۹۳۹ – ۱۲ ژانویهٔ ۲۰۱۵) خواننده اپرا اهل روسیه بود.
وی همچنین برندهٔ جوایزی همچون جایزه لنین، جایزه هنرمند مردمی اتحاد جماهیر شوروی، نشان لنین، مدال طلای وزارت فرهنگ جمهوری ارمنستان و هنرمند مردمی جمهوری شوروی فدراتیو سوسیالیستی روسیه شده‌است.